# Cerkiew św. Mikołaja w Rijece
Cerkiew św. Mikołaja – prawosławna cerkiew w Rijece, należąca do parafii w eparchii górnokarlovackiej Serbskiego Kościoła Prawosławnego.

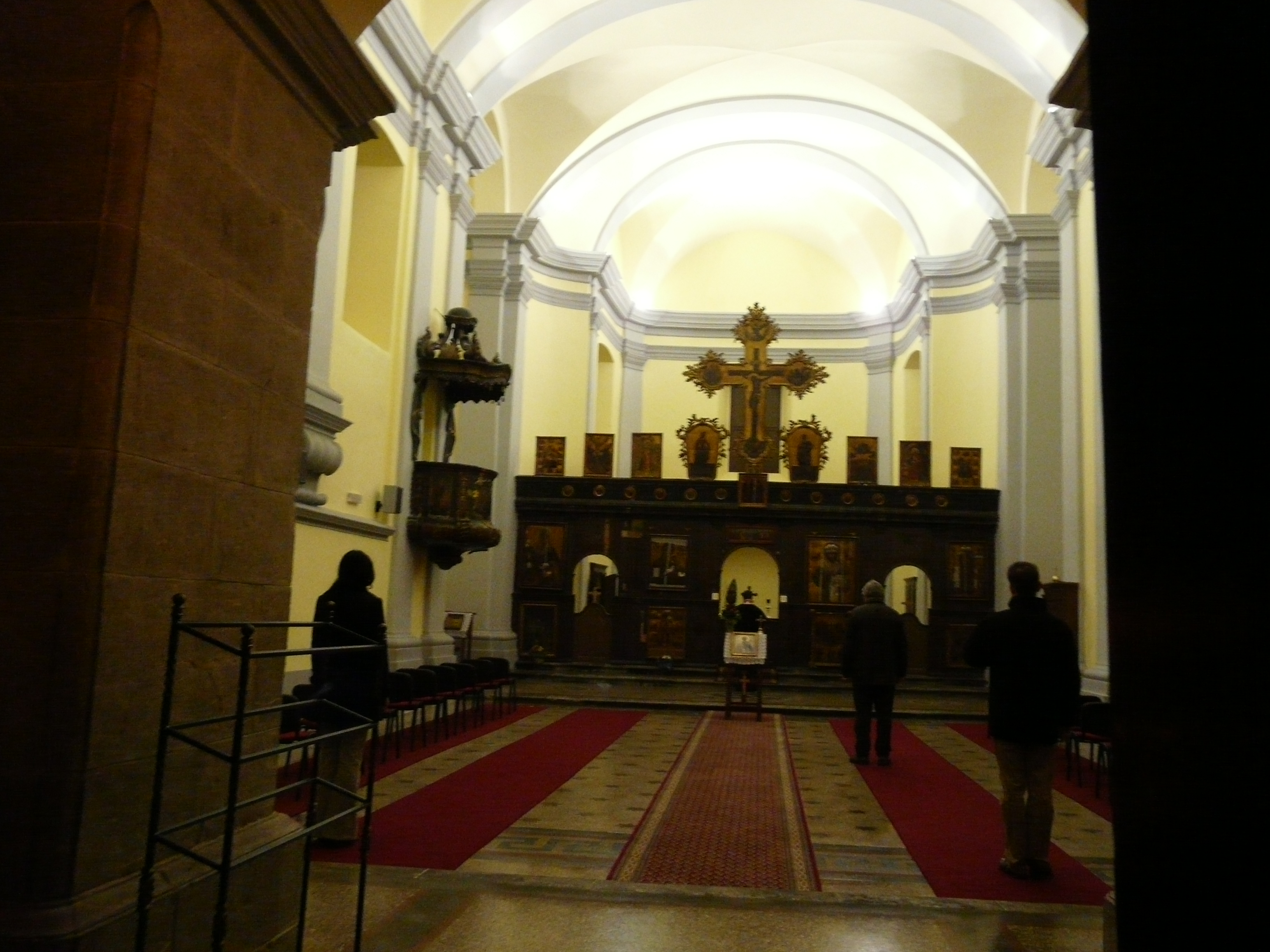
Wnętrze

Świątynia została wzniesiona w 1790 według projektu rijeckiego architekta Ignazia Henceka, z funduszy serbskiej społeczności kupieckiej w mieście funkcjonującej w Rijece od 1768 (16 zamożnych rodzin).
Na wyposażeniu cerkwi znajduje się zespół ikon powstałych w Bośni i na Wojwodinie.